# Oskar i Lucinda
Oskar i Lucinda (ang. Oscar and Lucinda) – amerykańsko-brytyjsko-australijski melodramat z 1997 roku w reżyserii Gillian Armstrong, zrealizowany na podstawie powieści Petera Careya.

## Główne role
- Ralph Fiennes - Oskar Hopkins
- Cate Blanchett - Lucinda Leplastrier
- Ciarán Hinds - Wielebny Dennis Hasset
- Tom Wilkinson - Hugh Stratton
- Richard Roxburgh - Pan Jeffries
- Clive Russell - Theophilus
- Bille Brown - Percy Smith
- Josephine Byrnes - Miriam Chadwick

## Fabuła
XVIII-wieczna Anglia. Oskar Hopkins jest młodym anglikańskim księdzem. Lucinda to nastoletnia Australijka, który dąży do wyzwolenia się spod wpływu mężczyzn. Kupuje fabrykę szkła i planuje zbudowanie kościoła prawie tylko ze szkła i przetransportowaniu go na australijski Outback. Oboje poznają się na statku płynącym do Australii. Oboje też uwielbiają hazard. Lucinda zakłada się z Oskarem o cały swój majątek, że nie dowiezie bezpiecznie szklanego kościoła na miejsce. Oskar się zgadza.

## Nagrody i nominacje
Oscary za rok 1997
- Najlepsze kostiumy - Janet Patterson (nominacja)